# Fortuna Arena
Die Fortuna Arena ist ein Fußballstadion im Stadtteil Vršovice der tschechischen Hauptstadt Prag. Der Fußballverein Slavia Prag trägt hier seit Mai 2008 seine Heimspiele aus.

## Geschichte

### Altes Stadion
Slavia Prag, das traditionell im Stadtteil Letná in unmittelbarer Nähe zu seinem größten Rivalen Sparta Prag spielte, musste 1948 auf Geheiß der kommunistischen Machthaber das eigene Stadion verlassen und zog in den Stadtteil Vršovice um, wo im so genannten Eden ein neues Stadion entstand. Dabei wurde die Holztribüne aus dem Letná abgetragen und im Eden wiederaufgebaut.
Erste Umbaupläne gab es bereits 1984, doch jahrelang passierte nichts. Vier Jahre später sah es so aus, als würde der Umbau beginnen, doch nach dem Abriss der Osttribüne ging es nicht mehr voran. Nach dem Zusammenbruch des Kommunismus verzögerten sich weitere Arbeiten. Unklar war, wem die Grundstücke unter dem Stadion gehörten. 1994 gab es erneut Pläne zum Umbau des Stadions, man sprach von einer Komplettüberdachung, einem Fassungsvermögen von 32.000 Zuschauern, einer Rasenheizung, einem Hotel und einem Einkaufszentrum. Nichts davon wurde realisiert. Weitere drei Jahre später wurde ein Architektenwettbewerb durchgeführt, bei dem allerdings kein Sieger gekürt wurde.
Im Oktober 1997 stieg die britische Firma ENIC als Hauptaktionär bei Slavia Prag ein und versprach ein Stadion bis zum Jahr 2000. Im Anschluss an die Saison 1999/2000 verließ Slavia Prag das baufällige Eden und trug seine Heimspiele fortan im Stadion Evžena Rošického aus. Generaldirektor Vladimír Leška versprach bis 2003 die Rückkehr in einen Neubau im Eden. Im Dezember 2003 stellte er eine Studie des neuen Stadions vor und setzte einen exakten Termin für das Eröffnungsspiel fest, nämlich den 19. Oktober 2005 um 18:30 Uhr. Gleichzeitig wurde im Eden symbolisch ein Flutlichtmast abgerissen.
Im Oktober 2005 war zwar das alte Stadion abgerissen, aber die Finanzierung für einen Neubau gelang erst Mitte 2006. Die Grundsteinlegung für das neue Eden war schließlich am 19. Oktober 2006.

### Neues Stadion
Das Stadion im Stadtteil Vršovice entstand von Oktober 2006 bis April 2008. Es steht an der Stelle des alten Eden-Stadions, das zwischen 2003 und 2005 abgerissen wurde. Schon in den 1990er Jahren wurde ein Neubau an gleicher Stelle geplant, allerdings konnten erst 2003 alle rechtlichen Fragen bezüglich der Grundstücke geregelt werden. Der Neubau wurde durch ein eigens gegründetes Unternehmen, die E Side Property Limited, hauptsächlich durch die Ausgabe von Schuldscheinen finanziert.
Das Stadion verfügt über 19.370 überdachte Sitzplätze und 40 V.I.P.-Boxen, die 400 Plätze bieten. Des Weiteren stehen 42 rollstuhlgerechte Plätze sowie dieselbe Zahl für die Begleiter bereit.
Eröffnet wurde das Stadion 7. Mai 2008 mit einem Spiel Slavia Prags gegen den englischen Klub Oxford University AFC. Dies war 1899 der erste britische Gegner Slavias, damals unterlagen die Rot-Weißen dem FA-Cup-Gewinner von 1874 mit 0:3. In einer Partie über zwei mal 35 Minuten gewann Slavia gegen Oxford vor 14.618 Zuschauern mit 5:0.
Das Stadion war im Ligaspiel gegen den FK Jablonec 97 am 17. Mai 2008 zum ersten Mal ausverkauft. Slavia holte mit einem 2:2 die tschechische Meisterschaft.
Die Sponsoringrechte sicherte sich für mehrere Jahre der Wettanbieter Synot Tip für rund zehn Millionen Kronen pro Jahr.
Die Heimspielstätte von Slavia Prag wurde 2013 Austragungsort des Spiels um den UEFA Super Cup, nachdem das Stade Louis II in Monaco lange Jahre feste Spielstätte war. Der UEFA Super Cup wurde am 30. August 2013 zwischen dem FC Bayern München und dem FC Chelsea erstmals in der Eden Aréna ausgespielt.
Nachdem 2015 der chinesische Mischkonzern CEFC China Energy den SK Slavia Prag übernommen hatte, erwarb das Unternehmen am 29. April 2017 auch die Eden Aréna. Mit der Übernahme soll das Stadion für 49,6 Mio. Euro auf 30.000 bis 35.000 Plätze ausgebaut und modernisiert werden. Die CEFC China Energy zahlte für die Fußballarena eine Milliarde Tschechische Kronen (rund 37 Mio. Euro).

### Name
Bis 31. März 2009 trug es den Namen Stadion Eden. Vom 1. April 2009 bis zm 20. Juli 2012 trug es den Namen Bezeichnung Synot Tip Aréna. Von 2012 bis 2018 trug es den Namen Eden Aréna. Im November 2018 wurde das chinesische Unternehmen Sinobo Mehrheitseigner von Slavia Prag. Mitte des Monats erhielt die Spielstätte den Namen Sinobo Stadium.
Im Juli 2022 wurde der tschechische Wettanbieter Fortuna a.s., auch Sponsor der ersten Liga, Namenssponsor der Spielstätte von Slavia.

## Galerie

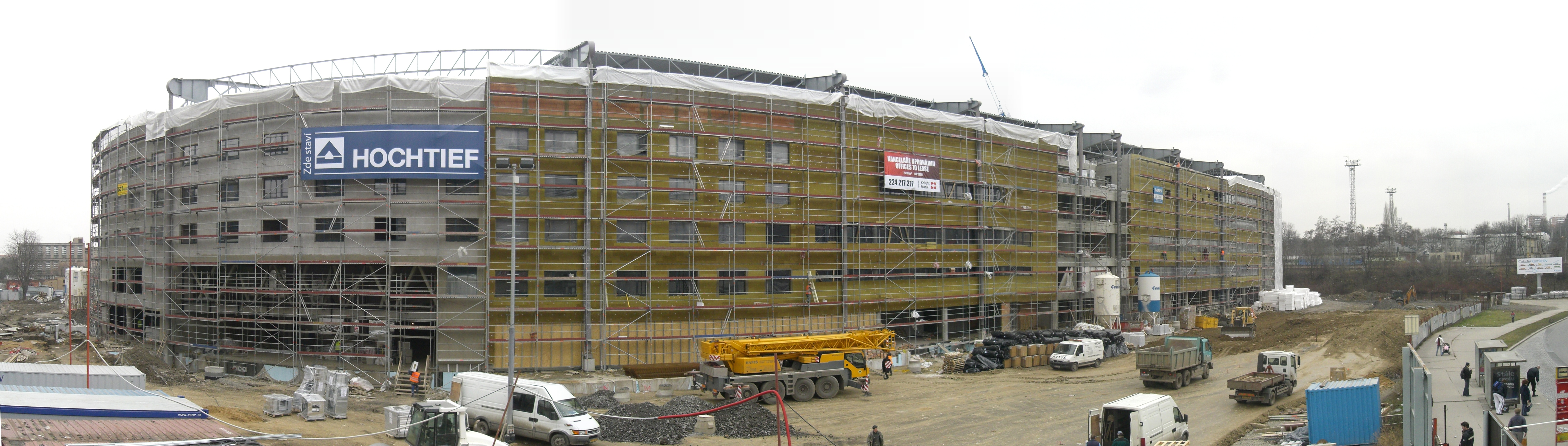
Die Baustelle im Dezember 2007
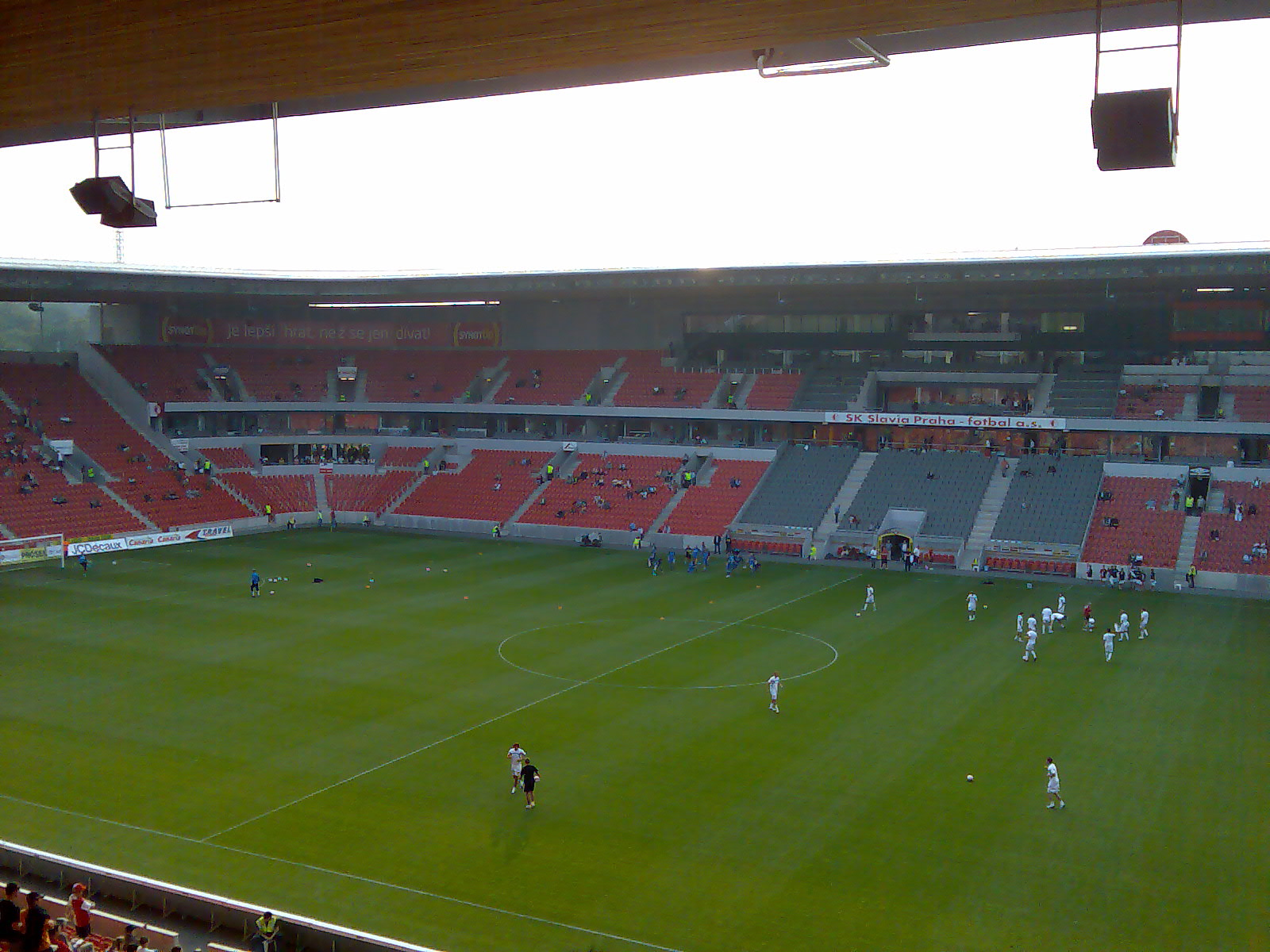
Das Stadion am 21. September 2009 vor dem Spiel Slavia Prag gegen den Baník Ostrava
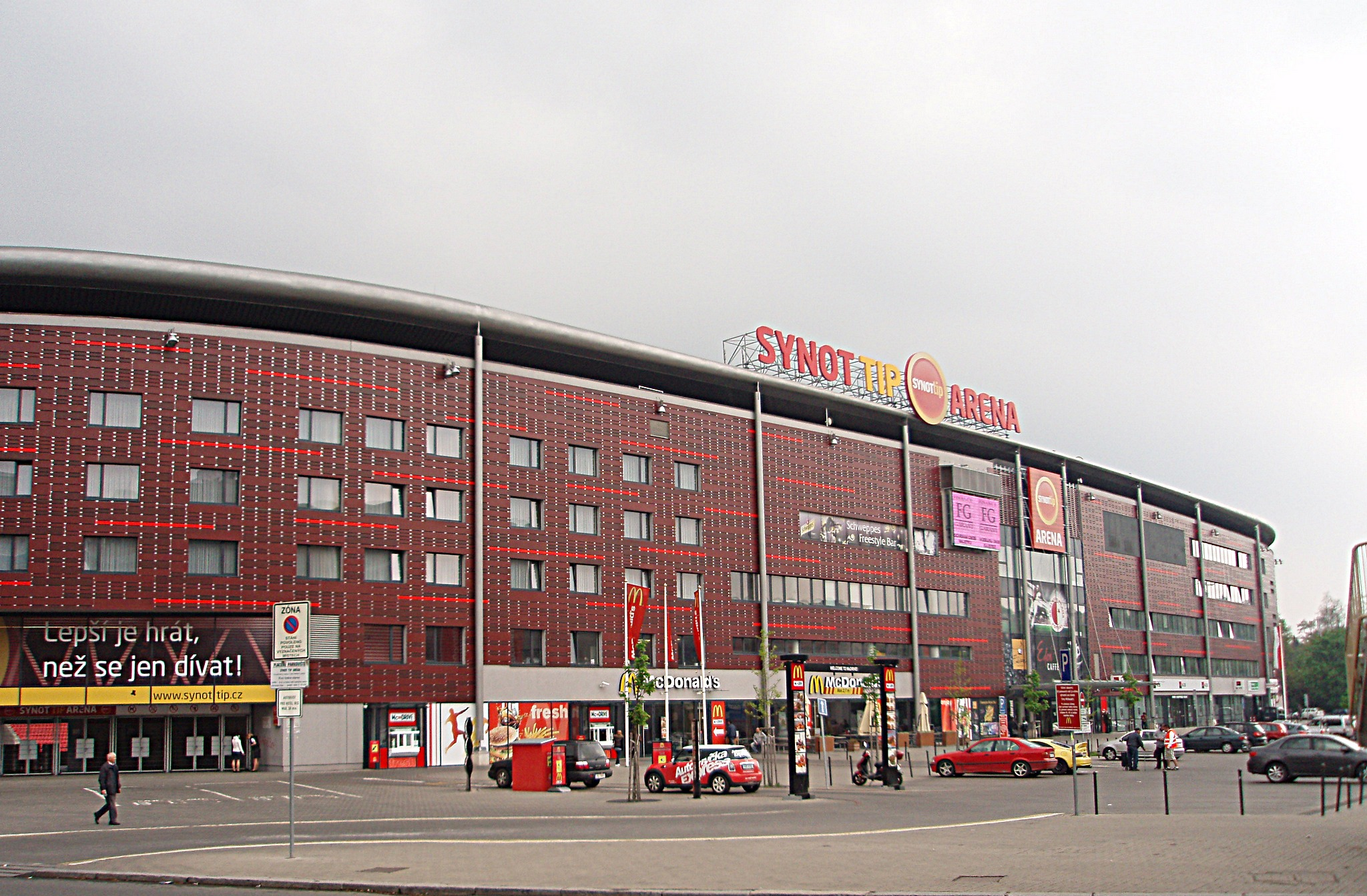
Die Arena mit altem Namen (April 2011)
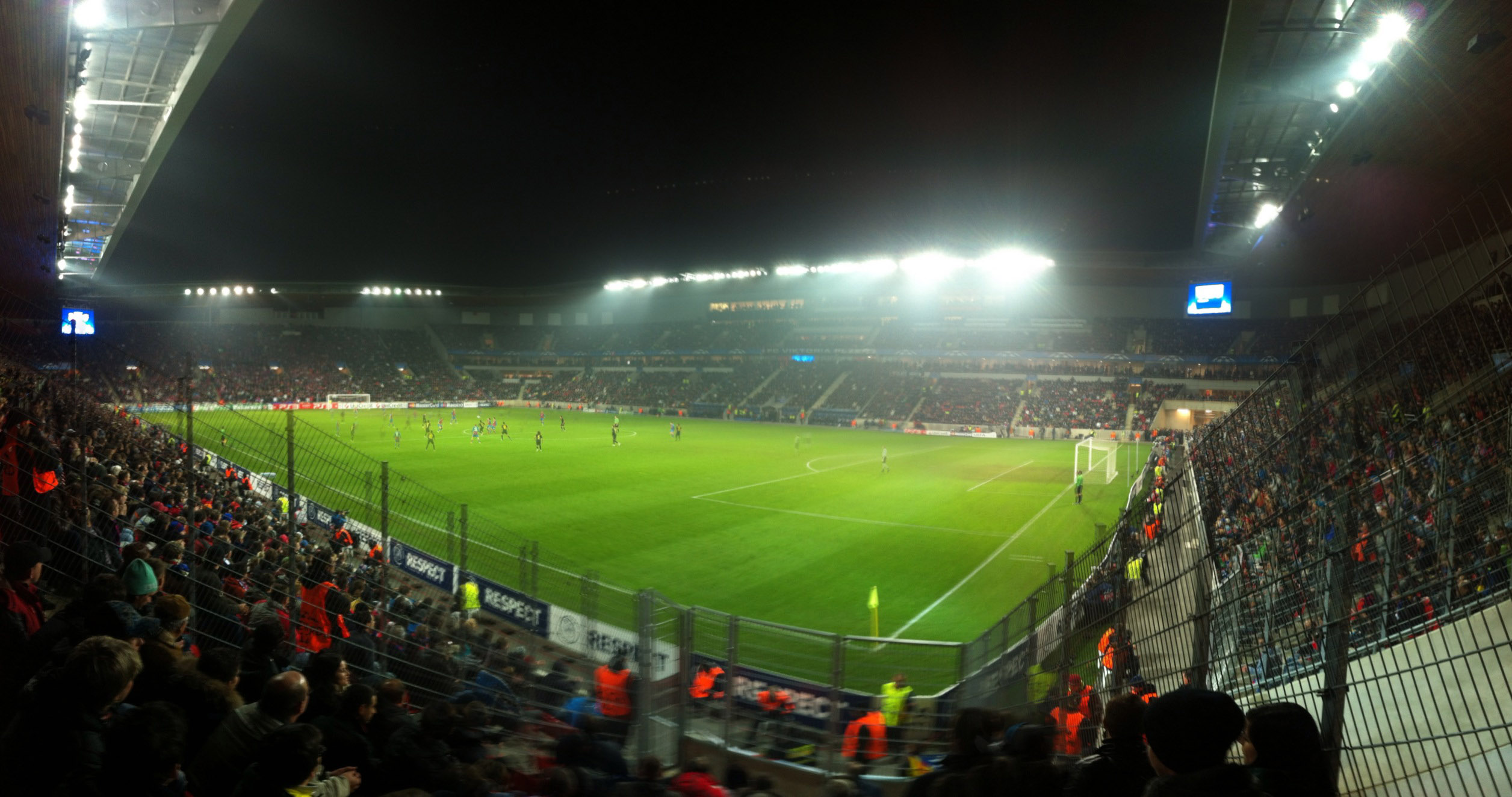
Innenansicht vom 1. November 2011 beim Gruppenspiel der UEFA Champions League 2011/12 zwischen Viktoria Pilsen und dem FC Barcelona 0:4
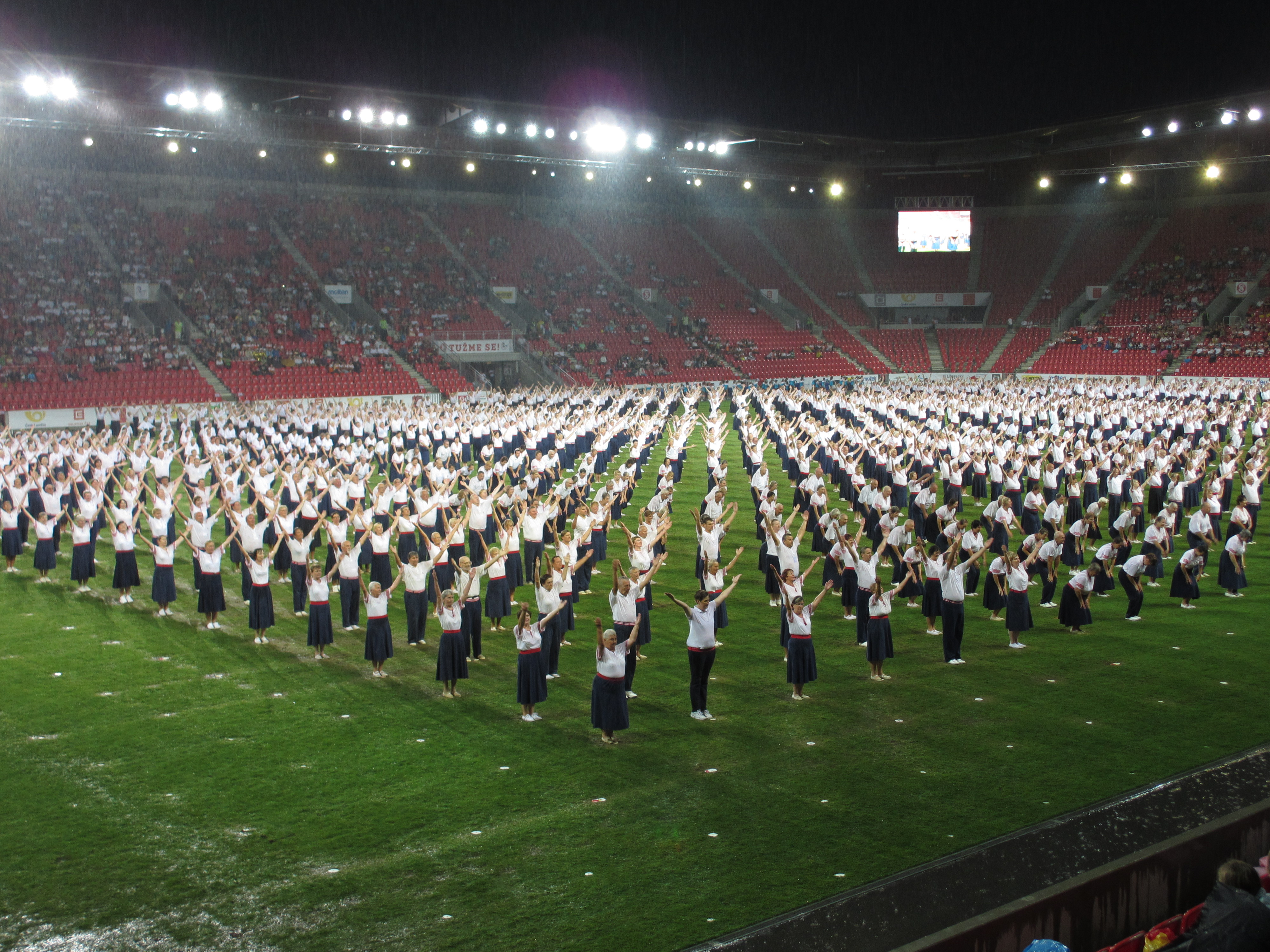
15. Všesokolský slet der Turnbewegung Sokol in der Synot Tip Aréna (Juli 2012)
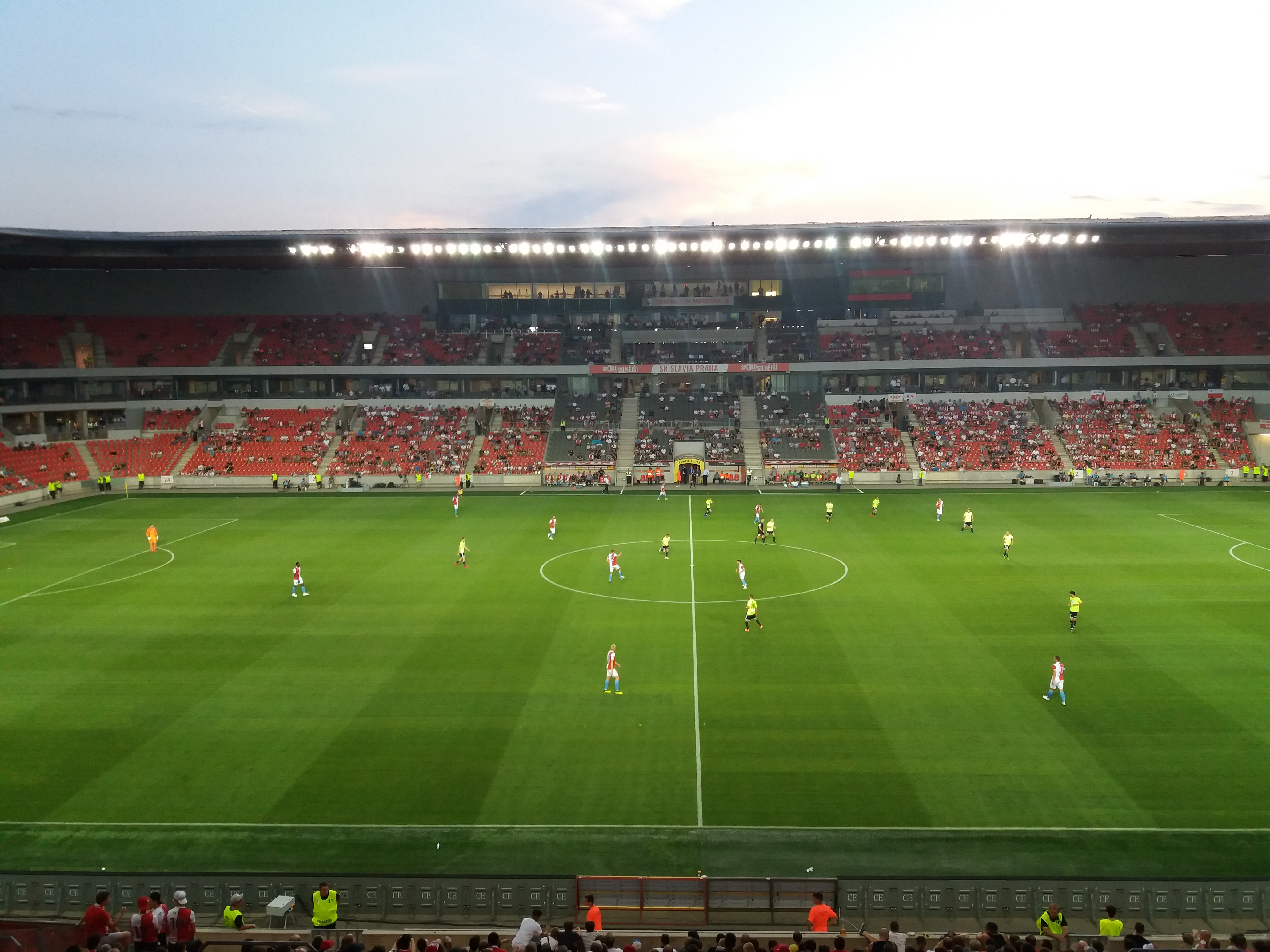
Der Innenraum am 28. Juli 2018 beim Spiel Slavia Prag gegen den MFK Karviná (4:0)